# Cá hồi hồng
Cá hồi hồng hay còn gọi là cá hồi lưng gù (danh pháp hai phần: Oncorhynchus gorbuscha từ tên tiếng Nga của loài này gorbuša, горбуша) là một loài cá hồi trong họ cá hồi. Cá hồi hồng sinh sống ở Thái Bình Dương. Loài này được mô tả năm 1792 bởi Walbaum. Loài cá này dài tối đa 76 cm, chiều dài thông thường 50 cm. Chúng có trọng lượng tối đa 6,8 kg và tuổi thọ tối đa 3 năm. Nó là loài nhỏ nhất và có số lượng nhiều nhất trong các loài cá hồi Thái Bình Dương.

## Mô tả
Trong đại dương, cá hồi hồng có màu bạc sáng. Sau khi trở về dòng suối nơi sinh ra của chúng, màu sắc thay đổi sang màu xám nhạt ở mặt sau với bụng màu trắng hơi vàng của họ (mặc dù một số biến màu sắc tổng thể màu xanh lá cây đục). Như với tất cả cá hồi, ngoài các vây lưng, chúng cũng có một vây mỡ. Cá hồi hồng được đặc trưng bởi một cái miệng màu trắng với đen nướu răng, không có răng trên lưỡi, điểm lớn hình bầu dục màu đen trên lưng và đuôi hình chữ V, và vây đít có 13-17 vây tia mềm. Trong quá trình di cư sinh sản, con đực giới phát triển một bướu rõ rệt trở lại, vì thế biệt danh của chúng là "cá hồi gù". 
Ở đại dương, chúng sinh sống từ gần mặt nước đến độ sâu đến 250 mét.
Cá hồi hồng đẻ trứng ở suối trên khu vực của sỏi. Ấu trùng ăn thủy ấu trùng côn trùng và cá nhỏ.
Cá hồi hồng là một loại thực phẩm quan trọng, được đóng hộp, bán tươi, hun khói hoặc đông lạnh. Nó cũng được đánh giá cao vì trứng cá hồi muối, đặc biệt là ở Nhật Bản, và khi thịt được nấu chín bằng nhiều cách.